# Казанско-Богородицкая церковь (Можга)
Храм Казанской иконы Божией Матери — православный храм в селе Можга Удмуртской республики, принадлежит к  Сарапульской епархии.
Приход села Можга открыт 3 июня 1751 года, деревянная церковь освящена Митрополитом Казанским Лукой 30 ноября 1754 года во имя Казанской иконы Божией Матери. В 1791 году село передано в Вятскую епархию. В 1816 году дана храмозданная грамота на строительство каменного храма с двумя приделами. 9 июля 1844 года освящен первый престол теплой каменной церкви — в честь Святого Николая Чудотворца, правый престол теплой церкви освящен в 1846 году в честь святителя Василия Великого. Холодная церковь освящена 21 октября 1862 года во имя Казанской иконы Божией Матери.
Храм практически не закрывался.
Долгое время настоятелем храма был — митрофорный протоиерей Николай Ангелич (скончался 1 июня 2008 года).